# Nicholas de Turri
Nicholas de Turri (auch Tower, de la Tour oder de Latur) († zwischen November 1270 und 26. Februar 1271) war ein englischer Richter.

## Herkunft
Nicholas de Turri stammte aus Dorset, wo seine Familie zwischen Abbotsbury und Bridport Grundbesitz bei Berwick und Sturthill besaß. Seine genaue Herkunft ist nicht gänzlich geklärt. Sein Vater könnte der Gregory de Turri sein, der 1225 Landbesitz des Gutes Swyre in Dorset gepachtet hatte. Nicholas selbst erwarb dort vor 1245 weiteren Landbesitz. Sein Vater hatte eine Emma geheiratet, doch am 10. Oktober 1258 erhielt Nicholas wegen seiner unehelichen Geburt einen päpstlichen Dispens. Damit ist sein tatsächlicher Verwandtschaftsgrad zu John de Turri, der als sein Bruder bezeichnet wird, und zu seiner Schwester Alice de Turri unklar. Alice heiratete später James of Dover.

## Aufstieg im Dienst des Königs
Turri gehörte dem geistlichen Stand an, doch über seine frühe Karriere ist nur wenig bekannt. Möglicherweise begann er seine Karriere als Schreiber im Dienst von Jeremy of Caxton, der von 1232 bis 1236 Sheriff von Cambridgeshire war und später zum Richter aufstieg. Der Grund für diese Vermutung ist der Landbesitz, den Turri in Cambridgeshire erworben hatte, doch genauso gut ist es möglich, dass Turri seine Karriere unter Hugh de Turri, einem Beamten der Wardrobe, am Königshof begann. Er wird erstmals Anfang 1241 erwähnt, als er als Anwalt am King’s Bench tätig war. Möglicherweise war er der N. the Clerk, der 1243 als Schreiber an dem Gerichtshof diente. Vor Mitte 1245 war Turri mit Gewissheit als königlicher Anwalt an einem Streit über Landbesitz in Hampshire beteiligt. Von 1248 bis 1249 nahm er zusammen mit Henry of Wingham in Essex und Middlesex Assizeklagen entgegen. Schon vor August 1250 hatte er vermutlich den Status eines königlichen Schreibers erreicht, mit Sicherheit war er im März 1252 königlicher Schreiber, als er für seine Dienste £ 10 erhielt. Im Herbst 1251 wurde er rangniederer Richter am King’s Bench, weshalb ihm im Januar 1252 ein jährliches Gehalt von £ 40 gewährt wurde. In den 1250er Jahren diente er unter Gilbert of Seagrave, Henry de Bracton und Henry of Bath weiter als Richter. Im Sommer 1255 begleitete er König Heinrich III., als dieser eine Gerichtsreise durch Nordengland durchführte, wofür er am 24. August zehn Mark erhielt. Im März 1256 wurde er zusammen mit Roger of Thirkleby beauftragt, den Tod von Hugh of Lincoln zu untersuchen, von dem angenommen wurde, dass er einem jüdischen Ritualmord zum Opfer gefallen war.

## Erwerb von Landbesitz und Aufstieg als Geistlicher
Neben den Familienbesitzungen in Dorset hatte Turri spätestens ab Anfang der 1240er Jahre in Essex, Cambridgeshire, Devon und Hertfordshire Landbesitz erworben. Spätestens ab Januar 1248 baute er bei Aythorpe Roding in Essex einen umfangreichen Landbesitz auf, dabei war er später selbst mehrfach als Richter in der Grafschaft tätig. In den 1260er Jahren wurde er Rektor von Grittleton bei Chippenham, wodurch er jährliche Einkünfte von £ 10 erhielt. Dazu erhielt Turri wohl weitere Pfründen, wovon aber keine Urkunden erhalten sind. Seinen 1258 ausgestellten Dispens erhielt Turri vermutlich, weil der König ihn zum Bischof erheben und damit für seine Dienste belohnen wollte. Vermutlich erwartete der König, dass Turri nach dem Tod von Henry of Lexinton zum Bischof der Diözese Lincoln gewählt wurde, doch das Kathedralkapitel wählte stattdessen Richard of Gravesend zum neuen Bischof. Der König machte offenbar keinen Versuch, die Ernennung seines Kandidaten durchzusetzen, was als Zeichen der politischen Schwäche des Königs zu Beginn des Konflikts mit einer Adelsopposition gilt. Turri war von Sommer 1258 bis 1259 zudem anscheinend schwer erkrankt und konnte seine Aufgaben als Richter nicht wahrnehmen. Dies kann eine weitere Erklärung sein, warum er nicht zum Bischof gewählt wurde.

## Dienst als oberster Richter am Königshof
Nachdem Turri Anfang 1260 offenbar von seiner Krankheit genesen war, konnte er zusammen mit William of Englefield Gerichtsverhandlungen in Oxfordshire und Berkshire durchführen, wo er im Auftrag der von der Adelsopposition geführten Regierung auch Beschwerden über die königliche Verwaltung entgegennahm. Zusammen mit Henry of Bath diente er weiter als Richter am King’s Bench, und nach dessen Tod im November 1260 war er der einzige Richter, der an dem Gericht aktiv tätig war. Zwischen Januar 1261 und 1263 unternahm Turri jedoch neun Gerichtsreisen in Mittel- und Ostengland, so dass während dieser Zeit keine professionellen Richter am King’s Bench tätig waren. Auch während des Zweiten Kriegs der Barone und während der Vorherrschaft von Simon de Montfort, dem Führer der Adelsopposition im Frühjahr 1265 diente Turri als Richter am King’s Bench. Anscheinend war er es ihm und dem Schreiber Ralph of Braham zu verdanken, dass der Gerichtshof während der unruhigen Zeit des Kriegs der Barone überhaupt weiter aktiv war.
Von Ende September 1265 bis zum Frühjahr 1268 diente Turri weiter als oberster Richter am King’s Bench, dabei erneuerte er die Autorität des Gerichtshofs nach dem Ende des Bürgerkriegs. Dennoch führte er nie den Titel eines Chief Justice. Von 1268 bis 1269 leitete er drei Gerichtsreisen in Wiltshire, Norfolk und Suffolk, doch er starb, bevor er die Reisen abgeschlossen hatte. Möglicherweise starb er bereits nach Oktober 1270, spätestens im Februar 1271. Am 26. Februar 1271 brachte Simon of Coleshill, einer seiner Testamentsvollstrecker, die Unterlagen der Gerichtsreise zum Court of Exchequer. Sein Erbe wurde zunächst sein mutmaßlicher Bruder John, anschließend ihre Schwester Alice.